# 788 TCN
788 TCN là một năm trong lịch La Mã.